# Olivier de Cagny
Olivier de Cagny (ur. 13 grudnia 1961 w Neuilly-sur-Seine) – francuski duchowny katolicki, biskup Évreux od 2023.

## Życiorys
Święcenia kapłańskie otrzymał 27 czerwca 1992 i został inkardynowany do archidiecezji paryskiej. Był m.in. wychowawcą paryskiego seminarium, proboszczem stołecznej parafii św. Ludwika oraz rektorem seminarium.
2 czerwca 2023 papież Franciszek mianował go biskupem diecezjalnym Évreux. Sakry udzielił mu 9 września 2023 metropolita Rouen – arcybiskup Dominique Lebrun.